# Lissochlora albifimbriata
Lissochlora albifimbriata är en fjärilsart som beskrevs av Paul Dognin 1913. Lissochlora albifimbriata ingår i släktet Lissochlora och familjen mätare. Inga underarter finns listade i Catalogue of Life.